# Beatriz Pardi
Beatriz Pardi ou Bia Pardi (São José do Rio Preto, (SP), 6 de junho de 1942) é uma educadora, política e ativista do direito à educação.

## Carreira política
Membro fundadora do PT com experiência anterior como professora e dirigente sindical da APEOESP, Bia Pardi foi eleita deputada estadual pela primeira vez em 1990, assumindo o seu mandato parlamentar em 1991.
Candidata em 1994, foi reeleita deputada federal pelo PT para o mandato parlamentar de 1995 a 1999. Durante o seu mandato parlamentar, foi integrante da Comissão de Educação na Assembleia Legislativa do Estado de São Paulo (ALESP).
Durante o seu mandato parlamentar, ela foi autora de vários projetos de lei, destacando-se o Projeto de lei n. 463/1992, que dispunha sobre a obrigatoriedade do ensino de educação artística nas escolas públicas estaduais, o qual foi aprovado e sancionado pelo Presidente da ALESP, o deputado Ricardo Tripoli, dando origem à Lei nº 9.164, de 17 de maio de 1995.
Nas eleições de 1998, disputando pelo PT, ela não conseguiu se reeleger como deputada estadual, ficando na suplência.

### Outros cargos públicos
Em 2001, durante a gestão de Marta Suplicy na Prefeitura Municipal de São Paulo, Beatriz Pardi foi nomeada subprefeita de Pinheiros, tendo exercido o cargo até 2004.
Entre 2006 a 2017, Bia Pardi ocupou o cargo comissionado de assessora de Educação da Bancada do PT na ALESP.